# Ornamentist

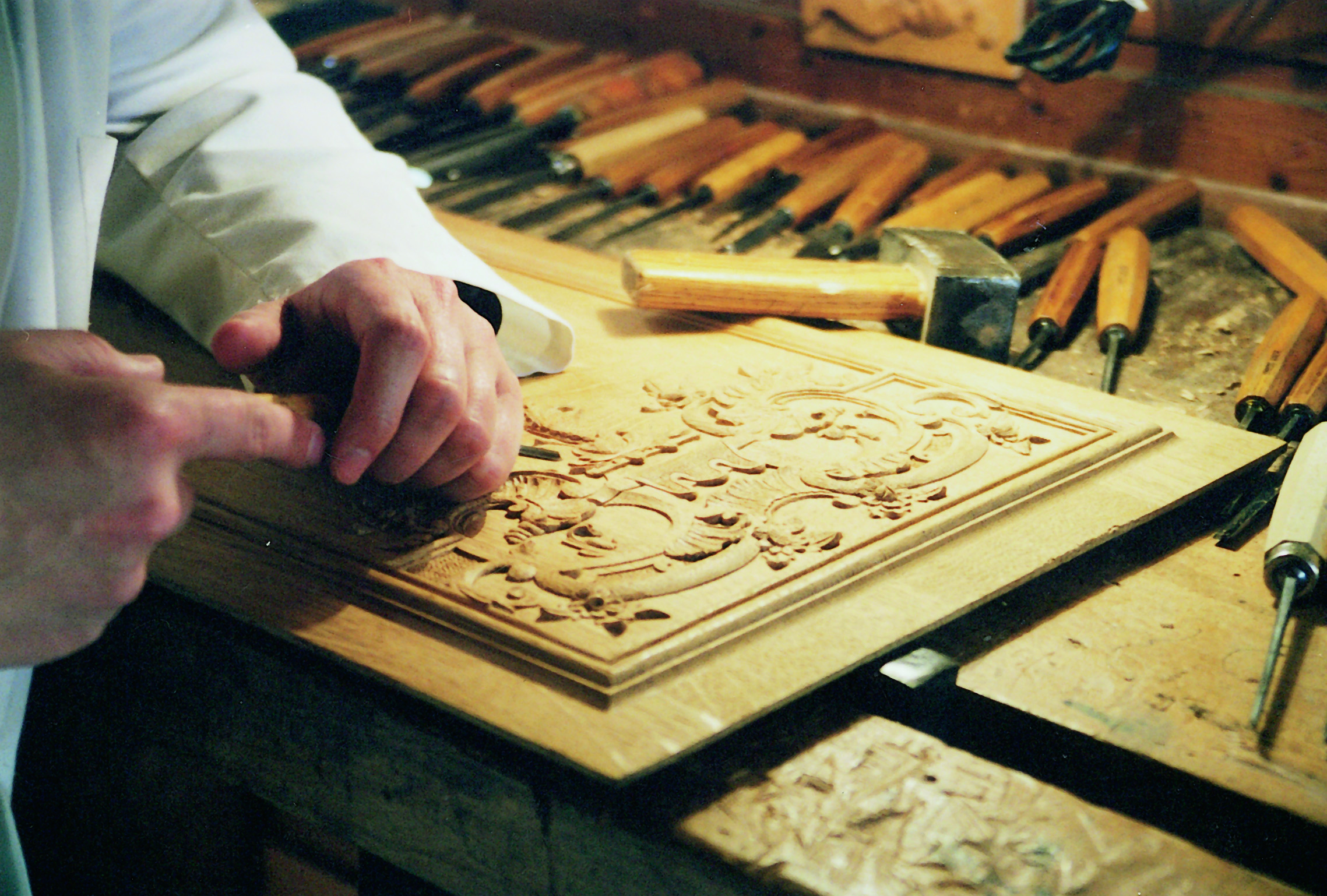
Ornamentist Patrick Damiaens aan het werk

Een ornamentist of ornamenteur is iemand die ornamenten en composities tekent en uitvoert, meestal in hout, stucwerk of beeldhouwwerk. Dit kunnen zowel reproducties als eigen creaties zijn, restauratie en reconstructies van ornamenten voor het interieur en exterieur.
Vaak wordt eerst een ruwe schets gemaakt. Het kan gaan om een bestaand motief of om een eigen ontwerp. De tekening wordt op het werkstuk bevestigd en met een kraspen aangebracht. Met een bovenfrees haalt men het materiaal rond de tekening weg. Ook oneffenheden worden weggehaald. Dan begint de kern van het sculpteren. 